# 上野英三郎

上野英三郎博士とハチ公像
（三重県津市・久居駅前）

上野 英三郎（うえの えいざぶろう、うえの ひでさぶろう、1872年1月19日〈明治4年12月10日〉 - 1925年〈大正14年〉5月21日）は、日本の農学者。農学博士。東京帝国大学教授。日本の農業土木、農業工学の創始者である。また東京都渋谷駅前に銅像が建つ忠犬ハチ公の飼い主としても知られる。

## 人物
三重県一志郡本村（後の久居市、現在の津市久居元町）出身。上野六兵衛の三男。1887年（明治20年）に東京農林学校に入り、1890年（明治23年）に農科大学予科に編入され、1892年（明治25年）に同大学農学科に転じ、1895年（明治28年）7月、東京帝国大学農科大学を卒業する。農学士の称号を受け直に大学院に入り農業土木及び農具に関する事項を研究する。1900年（明治33年）7月10日大学院満了。同年8月東京帝国大学農科大学講師。1902年（明治35年）3月農科大学助教授。
1899年（明治32年）、政府は「耕地整理法」を制定し、その翌年より耕地整理事業が着工されることになったが、当時は農業土木学の専門技術者が皆無の状態で、農業土木を研究していた唯一の学者が上野であった。そこで、上野は耕地整理の研究を進めながら、各地へ出かけて講演や技術指導を続けた。また、1905年（明治38年）には農商務省委託の農業土木技術員養成官の任務に就き、その後20年間に亙って3,000人を越える技術者の育成に努めた。上野から指導を受けた技術者は、1923年（大正12年）の関東大震災後の帝都復興事業において重要な役割を占めた。
1911年（明治44年）には農科大学教授に任ぜられ、農業工学講座を担当する。その後、農学科に農業土木専修コース（後の東京大学農業工学科、現在の東京大学生物・環境工学専修）を設立。当時の農学部は駒場に在った。

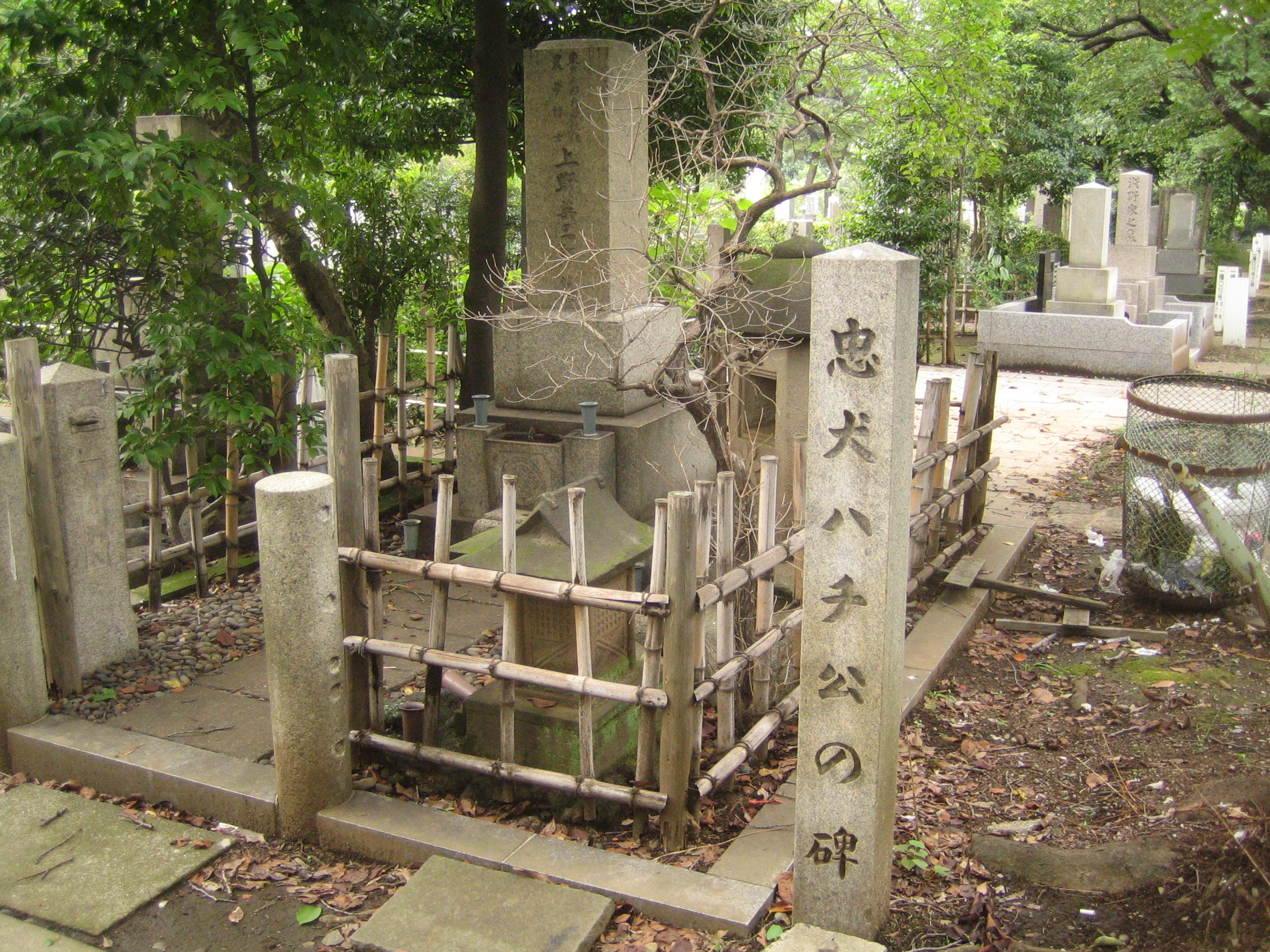
青山霊園にあるハチと上野の墓所。囲いの内の手前に見える石祠にハチが祀られる。 （※：写真は2007年）

1924年（大正13年）、上野は念願であった秋田犬を購入しハチと名づけた。しかし翌大正14年5月、上野は大学で講義中に脳出血で倒れ急逝、53歳没。5月25日には通夜が執り行われた。愛犬ハチは帰らぬ上野を10年近く渋谷駅で待ち続けた。
その業績を記念し、農業土木の発展に尽くした者には毎年農業農村工学会により「上野賞」が贈られる。東京都港区青山霊園には上野の墓とハチ公の碑が在る。三重県津市久居小戸木町の小戸木神社には上野博士の記念碑が在る。また同市久居元町の法専寺には墓碑が建つ。住所は東京府豊多摩郡渋谷町大字中渋谷。
東京大学農学部農学資料館には、忠犬ハチ公の臓器や上野の胸像がある。「ハチ公と上野英三郎博士の像を東大に作る会」が、「上野英三郎博士とハチ公像」を弥生キャンパス農学部アネックス前に建立、ハチ公没後80年にあたる2015年3月8日、除幕式が行われた 。

## 栄典
- 1902年（明治35年）6月10日 - 従七位[8]
- 1917年（大正6年）1月10日 - 正五位[9]
- 1922年（大正11年）1月30日 - 従四位[10]

## 家族・親族
上野家
- 父・六兵衛（三重平民）[4]
- 母・たけ（1849年 - ?、三重平民、上野六右衛門の長女）[4]
- 孫・一人（政治家） - 元三重県議会議長。「上野英三郎とハチの銅像を建てる会」名誉会長[11]。

親戚
- 太田茂兵衛（太田商店代表社員） - 上野の叔母よねは太田茂兵衛の母[4]。
- 河村清兵衛（醤油醸造業）

• ハチ（秋田犬）

## 著書
- 『気候学』興文社、1900年5月。 NCID BA4262560X。全国書誌番号:40054844。
- 『農用工学教科書』 農業土木篇、成美堂、1903年3月。 NCID BA84268633。全国書誌番号:40061073。
- 『農具教科書』成美堂、1904年2月。 NCID BA39647218。全国書誌番号:40060868。
- 『農業土木教科書』成美堂、1904年4月。 NCID BA84214328。全国書誌番号:40060840。
  - 『農業土木教科書』（改訂版）成美堂、1914年12月。 NCID BA60045383。全国書誌番号:43007058。
- 『耕地整理講義』成美堂、1905年1月。 NCID BN09584686。全国書誌番号:40060082。
- 『農業測量教科書』成美堂、1905年4月。 NCID BA34343872。
  - 『農業測量教科書』（改訂版）成美堂、1915年2月。全国書誌番号:43054132。

### 共著
- 上野英三郎、有働良夫『土地改良論』博文館〈帝国百科全書 第81編〉、1902年3月。 NCID BA3682620X。全国書誌番号:40060607。
- 上野英三郎、吉光平一『溜池築造法』成美堂、1919年10月。 NCID BA46756552。全国書誌番号:43028072。
- 上野英三郎、兼松義隆『農地測量学』成美堂、1926年6月。 NCID BN13181162。全国書誌番号:43052100。